# Metropolitana di Fuzhou
La metropolitana di Fuzhou è un sistema di trasporto urbano che serve la città di Fuzhou, nella provincia del Fujian in Cina.

## Storia
La costruzione della metropolitana di Fuzhou è stata approvata il 3 giugno 2009.
L'apertura della linea 1 era prevista per il 2014, ma è slittata a causa del ritrovamento di reperti archeologici durante lo scavo dei tunnel.
Il 30 dicembre 2015 è iniziato il periodo di prova, chiuso al pubblico, durato 3 mesi.
Il 18 maggio 2016 è entrato in funzione il primo tratto della linea 1.
Le linee in progetto o costruzione sono 9 ed è previsto che nel 2021 siano operative le prime 6.

## Linee
|  | Linea   | Percorso                | Inaugurazione | Ultima estensione | Lunghezza | Stazioni |
|  | ------- | ----------------------- | ------------- | ----------------- | --------- | -------- |
|  | Linea 1 | Xiangfeng - Sanjiangkou | 2016          | 2020              | 29,84     | 25       |
|  | Linea 2 | Suyang - Yangli         | 2019          |                   | 30,625    | 22       |